# 로리주

로리주의 위치

로리주(아르메니아어: Լոռու մարզ)는 아르메니아 북부에 위치한 주로, 주도는 바나조르이며 면적은 3,789km2, 인구는 253,351명(2002년 기준)이다. 북쪽으로는 조지아, 동쪽으로는 타부시주, 남동쪽으로는 코타이크주, 남서쪽으로는 아라가초튼주, 서쪽으로는 시라크주와 접한다.

## 같이 보기
- 로리 왕국